# イソキサゾリン
イソキサゾリン（英: Isoxazoline）は、五員環のうち隣接して酸素原子と窒素原子をもち、かつ分子構造中に二重結合を一つ持つ化合物である。イソオキサゾリンとも表記する。二重結合の位置により、三つの異性体がある。分子式C3H5NO。

2-イソキサゾリン
3-イソキサゾリン
4-イソキサゾリン

## 利用
イソキサゾリン骨格を持つ誘導体は、フェノキサスルホンなどの除草剤や駆虫薬などに利用される。

## ノミマダニ駆除剤として使用されているもの
全てノミ・マダニ駆除薬以外では使用されていない。またクレデリオ以外は疥癬にも効果がある。
- サロラネル  
  - シンパリカ、レボリューションプラス
- フルララネル
  - ブラベクト
- アフォキソラネル
  - ネクスガード・ネクスガードスペクトラ
- ロチラネル
  - クレデリオ

## その他
米国では上記のノミマダニ駆除薬で犬に対しての副作用事例が非常に多く、FDAが警告を行っている。米国以外では副作用事例が少ないため、理由は解明されていない。
なお、猫はこの影響はない。

## 類似した化合物
- イソオキサゾール - 分子中に二重結合を二つ持つ。
- オキサゾリン - 酸素と窒素が隣り合わない位置にある。